# Chocoflan
Chocoflan, también conocido popularmente como el Pastel Imposible, es un postre híbrido que combina un pastel de chocolate con un flan de vainilla. Su característica más distintiva y la razón de su apodo es el proceso de cocción, donde las capas de pastel y flan, a pesar de cocinarse juntas, invierten sus posiciones en el molde durante la cocción, dejando el flan en la parte superior y el pastel de chocolate debajo una vez desmoldado.

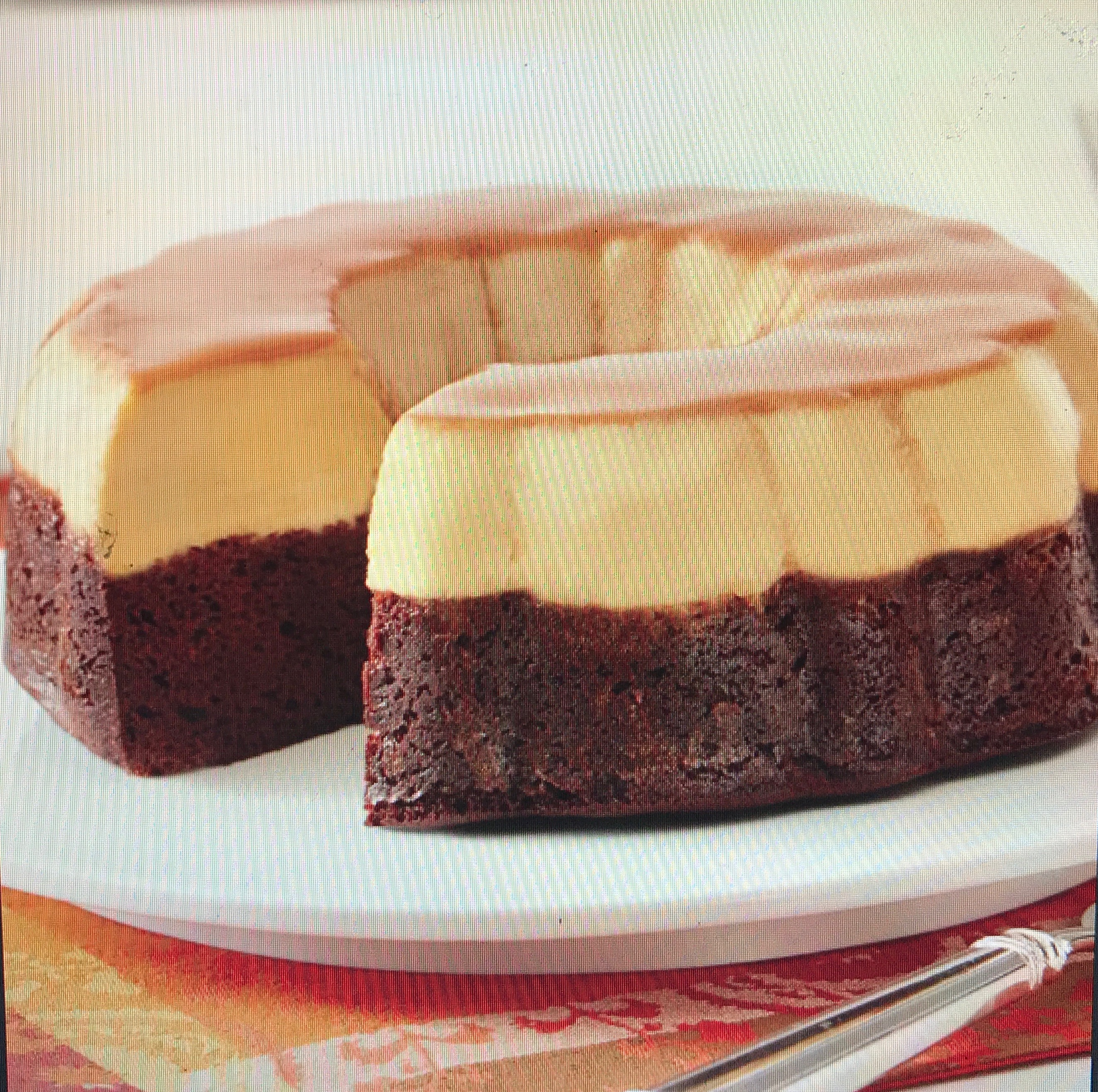
Un corte transversal de un chocoflan mostrando las dos capas distintas y el caramelo por encima.

## Origen y Popularidad
Aunque no se sabe con certeza quién lo inventó, el chocoflan es un postre muy arraigado en la gastronomía mexicana, donde se cree que se originó alrededor de mediados del siglo XX o en la década de 1990. Ha ganado gran popularidad en otras regiones de América Latina y entre comunidades latinas en Estados Unidos. Es un ejemplo del ingenio culinario que fusiona elementos de la repostería tradicional mexicana con la pastelería francesa (por la influencia del "crème caramel" o flan).
El apodo "Pastel Imposible" se debe a la ciencia detrás de su horneado. Durante la preparación, la masa de pastel de chocolate se vierte en el molde primero, seguida por la mezcla líquida del flan. A medida que se hornea a baño María, el agente leudante en la masa del pastel libera gases, haciendo que la masa de pastel se vuelva menos densa y suba a la parte superior, mientras que el flan, que es más denso y no se ha solidificado aún, se asienta en el fondo del molde. Una vez frío y desmoldado, el flan forma la capa superior y el pastel de chocolate la inferior.

## Ingredientes y Preparación
El chocoflan se elabora típicamente con dos mezclas principales:
- Capa de flan: Generalmente compuesta por huevos, leche condensada, leche evaporada y extracto de vainilla. A menudo se le añade un caramelo líquido o cajeta (dulce de leche de cabra) al fondo del molde antes de verter las mezclas.[2][6]
- Capa de pastel de chocolate: Puede ser una mezcla de pastel de chocolate preparada (comercial) o una receta casera, que incluye ingredientes como harina, cacao en polvo, azúcar, huevos, leche y aceite o mantequilla.[6]

La preparación implica primero caramelizar el molde, luego verter la masa de pastel de chocolate y, finalmente, la mezcla de flan. El molde se cubre con papel de aluminio y se hornea a baño María (en un recipiente con agua) en el horno, lo que asegura una cocción uniforme y evita que el flan se seque. Una vez horneado, se enfría completamente, preferiblemente en el refrigerador por varias horas o durante la noche, antes de desmoldarlo con cuidado.